# 陆地 (学者)
陆地（？—），中国学者，现任清华大学教授，亦兼任北京广播学院广播电视研究中心研究员及中国电视艺术家协会客座研究员，專長於媒介经营管理、影视传播及广播电视理论。

## 生平
1985至1999年间曾先后任蚌埠日报、中国青年报、北京电视台记者、编辑、秘书；1999年在职获得中国人民大学新闻学博士学位；1999年首批进入复旦大学新闻学院博士後流动站研究，2001年出站後到清华大学传播系任教。

## 著作列表
- 《中國電視產業的危機與轉機》(2002年，中國人民大學出版社出版)
- 《世界電視產業市場概論》(2000年，中國人民大學出版社出版) [1]
- 《中國電視產業發展戰略研究》(1999年，中國人民大學出版社出版，博士論文) [2]

## 外部連結
- 新华网：清华大学新闻与传播学院：陆地簡歷